# 小邾穆公
小邾穆公（？—前525年），曹姓，是春秋时代諸侯國小邾国君主。
小邾国作为小国，向鲁国朝贡。鲁襄公七年（前566年），小邾穆公到鲁都曲阜朝见鲁襄公，鲁昭公三年（前539年），小邾穆公到鲁都曲阜朝见鲁昭公，季武子想低规格接待他，穆叔不同意。说曹国、滕国、二邾不忘我好，不能亏待，季孙氏听从了他。。昭公十七年（前525年）春，小邾穆公朝见鲁昭公，鲁昭公与他进行宴会。季平子赋《采叔》，小邾穆公赋《菁菁者莪》。昭子说：“没有治国的人才，国家能久吗？” 
| 前任： 郳犁來 此前世系失考 | 小邾国君主 | 繼任： 此后世系失考 小邾惠公 |